# Thibault Cauvin
Thibault Cauvin (Bordeaux, 1984. július 16.–) francia gitáros. Több mint 1000 koncertet adott közel 120 országban, 8 albumot vett fel és 13 nemzetközi díjat kapott még 20 éves kora előtt.

## A kezdetek
5 éves korában kezdett el gitározni édesapjával, Philippe Cauvinnel, aki szintén gitáros és zeneszerző. Tanulmányait a bordeaux-i CNR-en végezte, később a párizsi CNSMDP-n tanult Olivier Chassain osztályában, ahol le is diplomázott. Továbbá tanárképzésen is részt vett, mint Alvaro Pierri, vagy Judicaël Perroy.
A klasszikus iskolázottság ellenére, Thibault Cauvin édesapjának és családjának köszönhetően egy aktuális zenei környezetben nőtt fel, melyben leginkább a jazz, a rock, vagy a világzene volt jelen.
Ez a két oldalról jövő befolyás a későbbiekben lesz érezhető.

## Versenyek
2000 és 2005 között Thibault számos nemzetközi versenyen vett rész szerte a világban. Ezekből 13-at megnyert még 20 éves kora előtt. Továbbá 13-szor volt 2. és 5-ször volt 3. helyezett.
- 1. helyezés: Young Guitarist of the Year, Bath, Angleterre 2002
- 1. helyezés: Fontainebleau, France 2003
- 1. helyezés: Simone Salmoso, Viareggio, Italie 2003
- 1. helyezés: Stotsenberg, Los Angeles, États-Unis, 2003
- 1. helyezés: Alexandre Lagoya, Fort de France, Martinique 2003
- 1. helyezés: Torrent, Valencia, Espagne 2004
- 1. helyezés: Mottola, Italie 2004
- 1. helyezés: Jose Tomas, Alicante Petrer, Espagne 2004
- 1. helyezés: Velez-Malaga, Malaga, Espagne, 2004
- 1. helyezés: Forum Gitarre Wien, Vienne, Autriche 2004
- 1. helyezés: Sernancelhe, Portugal 2004
- 1. helyezés: San Francisco, États-Unis 2004
- 1. helyezés: Andrès Segovia, Linares, Espagne 2004

## Turnék
20 éves korában, Thibault Cauvin turnéba kezdett, mely még a mai nap is tart. Több, mint 1000 koncertet ad közel 120 országban, a legmitikusabb környezetekben és a legvalószínűtlenebb helyeken.
- Carneige Hall, New York
- Tiltott város, Peking
- Champs Élysées Színház, Párizs
- Tchaikovski Concert Hall, Moszkva
- Opera Ház, Shanghaj
- Wigmore Hall, London
- Gasteig, München
- Arts Center, Szöul
- GAM, Santiago de Chile

## Albumok
Thibault Cauvin első lemezét 20 évesen vette fel, egy élő felvétel keretein belül, Bordeaux-ban. A felvételt a Ki Records szponzorálta. Néhány évvel később megjelent a "Bell'Italia" című, olasz zenének szentelt lemeze, az Art Communicazione kiadásában. A "déclic" című lemezét Párizsban, egy otthoni koncert alatt vette fel a Radio France. Ezek után a N°4 nevezetű albuma következett, melyet San Fransiscoban vettek fel a GSP támogatásával és a modern zene stílus jegyeit hordozta magában. Ezt követte egy Thibault-nak kedves projekt, a "Cities", mely különböző látókörű zeneszerzők segítségével készült és azoknak a városoknak ajánlották, melyeket Thibault Cauvin meglátogatott az utazásokkal töltött évei során.
2013-ban Thibault Cauvin aláírt a Sony Music-hoz. Az első CD-je a Sony Music-nál a "Danse avec Scarlatti" nagy sikert aratott. Ez a felvétel 3 hónapon keresztül rajta volt a legtöbbet eladott felvételek top 10-es listáján. A sajtó egyhangúlag minősítette ezt a projektet, rendszeresen játszották a legnépszerűbb nemzetközi rádiókon. Az albumot napjainkban közel 20 országban árulják. Olyan albumlistákon említették 2013-ban, melyeken a Lang Lang, Jonas Kaufmann vagy Héléne Grimaud is szerepelt.
2014 novemberében, megjelent a "Le voyage d'Albéniz", még mindig a Sony Music-nál. Ez az album a Lafite-Rothschild kastélyban került felvételre. Ez az album is elnyerte a közönség és a szakértők tetszését, hiszen a Radio FIP-nél a hónap albumának választották.
2015. szeptember 25-én újabb albumot adott ki, még mindig a Sony Music-nél.

## Filmek
2009-ben, Nicolas Pier rendezett egy dokumentumfilmet, melyet Thibault Cauvin egyik kínai turnéja során vettek fel. Számos országban vetítették ezt a filmet, illetve különböző országokban DVD-n is megjelent néhány hónappal később, "Across China" címmel.
Thibault Cauvin szerepelt a The Makers Entertainment által készített The Shepherd című filmben és egy gitárost alakít.
2015 áprilisa óta forgatnak egy dokumentumfilmet. Egy forgatócsoport követi Thibault Cauvin-ta világ négy sarkába, 8 hónapon keresztül. A film 2016-ban fog megjelenni.

## Egyéb
- Thibault Cauvin-t Bordeaux nagykövetének választották
- Thibault Cauvin képviseli 2008 óta a cordes D'Addario-t
- Thibault Cauvin rendszeresen feltűnik rendező barátja, Nicolas Pier Morin filmjeiben és sorozataiban